# Tripogon major
Tripogon major är en gräsart som beskrevs av Joseph Dalton Hooker. Tripogon major ingår i släktet Tripogon och familjen gräs. Inga underarter finns listade i Catalogue of Life.